# Dunstaffnage Castle
Dunstaffnage Castle is een dertiende-eeuws kasteel, gelegen zo'n vijf kilometer ten noordnoordoosten van Oban in de Schotse regio Argyll and Bute. Het kasteel was de hoofdzetel van de clan MacDougall tot het begin van de veertiende eeuw, toen de macht van de MacDougalls door Robert the Bruce werd gebroken. In de tweede helft van de vijftiende eeuw werd het kasteel door de kroon aan de Campbells gegeven. Tot het einde van de negentiende eeuw werden delen van het kasteel bewoond.

## Geschiedenis

### MacDougall

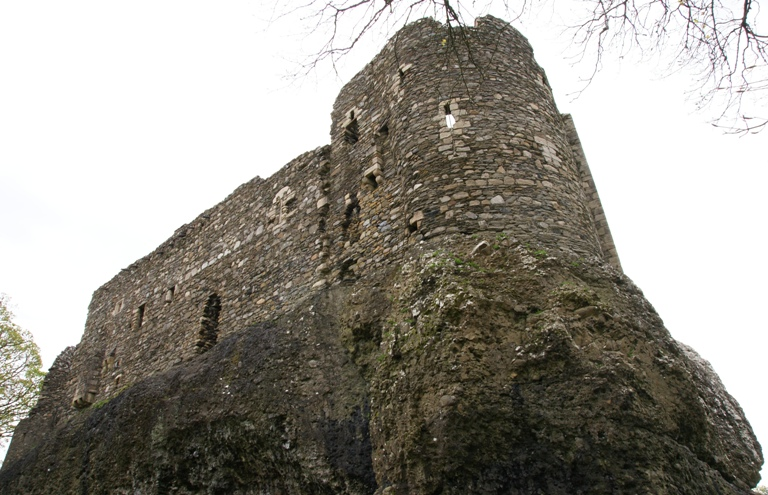
Dunstaffnage Castle op de rots vanuit het noordwesten met vooraan de westelijke toren.

#### Stichting
Dunstaffnage Castle werd rond 1220 gebouwd door Duncan MacDougall, kleinzoon van Somerled, king of the Isles (koning van de Eilanden), en zoon van diens oudste zoon Dougall, de stichter van de clan MacDougal. De naam van het kasteel is afgeleid van het Schots-Gaelische dun, dat fort betekent, en van de Noorse woorden stafr en nes, die respectievelijk staf en verhoogde rots betekenen. Dougall regeerde over het lordship van Lorn en na hem Duncan. Dougalls neef Domnall (Donald) regeerde over Kintyre in het zuiden en werd de stichter van de clan MacDonald; Dougalls neef Ruaidhri (Rory) regeerde over Garmoran en het noorden en werd de stichter van de clan MacRuaris. Rond 1230 sticht Duncan Ardchattan Priory, zijn eigen priorij, gelegen zo'n tien kilometer ten oosten van Dunstaffnage Castle.
In 1230 vocht Duncan aan de kant van de Noren, die een expeditie leidden tegen Alexander II van Schotland. Hierbij wist hij het Kasteel van Rothesay te veroveren op Walter Stewart; al moest het kasteel al snel worden opgegeven. In 1237 had Duncan weer vrede gesloten met Alexander II, getuige het feit dat Duncan de enige heer uit westelijk Schotland was wiens handtekening voorkwam op een document dat Alexander II aan de paus stuurde.

#### Tweede helft van de dertiende eeuw
Duncans zoon Ewen trok in 1248 samen met zijn neef Dugald naar Bergen in Noorwegen om van Haakon IV de titel te krijgen van Koning van de Eilanden. Ewen kreeg deze titel toegekend. Niet lang erna verdronk koning Harald van Man nabij Shetland; Haakon was bezorgd over zijn machtspositie op de westelijke eilanden en stelde Ewen aan als koning van Man. Hiermee regeerde Ewen over een territorium dat even groot was als dat van Somerled. Zo'n groot machtsblok aan zijn westelijke zijde kon Alexander II niet negeren en hij trok met zijn leger Argyll binnen. Tijdens deze veldtocht stierf Alexander II op Kerrera aan koorts op 8 juli 1249. In 1260 begon de regeerperiode van Alexander III. Hij maakte het de MacDougalls dusdanig lastig dat Haakon met zijn vloot naar de Schotse kust kwam. Haakon IV werd in de Slag bij Largs in 1263 verslagen en stierf op de terugreis naar Noorwegen in The Bishop's Palace in Kirkwall. Zijn opvolger Magnus VI van Noorwegen sloot in 1266 een verdrag met Alexander III, dat bekend werd onder de naam Treaty of Perth, waarmee de westelijke eilanden weer onder Schots gezag kwamen. Het is niet duidelijk wat Ewen gedurende deze tijd deed; uiteindelijk steunde hij de Schotten, vermoedelijk ook omdat de machtspositie van de MacDonalds dusdanig was geworden, dat zij de titel koning van de Eilanden voerden. Ewen was vermoedelijk degene die de grote hoektorens van Dunstaffnage Castle bouwde.

#### Schotse onafhankelijkheidsoorlogen
Ewens zoon Alexander MacDougall of Argyll werd in 1293 aangesteld aan eerste sheriff van Argyllshire, dat in dat jaar werd gecreëerd door de Schotse koning.
Alexander en zijn zoon John, bijgenaamd Bacach (de manke), steunden tijdens de Schotse onafhankelijkheidsoorlogen John Balliol en waren tegen Robert the Bruce toen deze in 1306 de troon besteeg. In augustus 1308 werden de MacDougalls door het leger van Robert the Bruce en Sir James Douglas verslagen in de Slag bij Pass of Brander. De MacDougalls trokken zich met 800 man terug in Dunstaffnage Castle, waar ze vervolgens werden belegerd door het leger van Robert the Bruce, dat uit zo'n 15000 man bestond. John MacDougall verzocht tevergeefs hulp bij Eduard II van Engeland en Dunstaffnage Castle werd ingenomen. Hiermee eindigde de macht van de MacDougalls. In 1309 leefden Alexander en zijn zoon als bannelingen in Engeland. Dunstaffnage Castle was eigendom van de Schotse kroon.

### Koninklijk kasteel
Er is weinig bekend over de geschiedenis van het kasteel in de eeuw nadat Dunstaffnage Castle in 1309 eigendom van de Schotse kroon werd. In 1431 nam Jacobus I het kasteel in, dat werd bezet door 300 rebellen, die in de Slag bij Inverlochy een regeringsleger hadden verslagen.
In 1463 werd John Stewart of Lorn, de beheerder van het kasteel, tijdens zijn huwelijk om zijn zoon te wettigen gedood door Alan MacDougall, die vervolgens Dunstaffnage Castle bezette totdat een leger van Jacobus III hem verdreef. Om dergelijke incidenten te voorkomen gaf Jacobus III het kasteel in 1470 aan Colin Campbell, eerste graaf van Argyll.

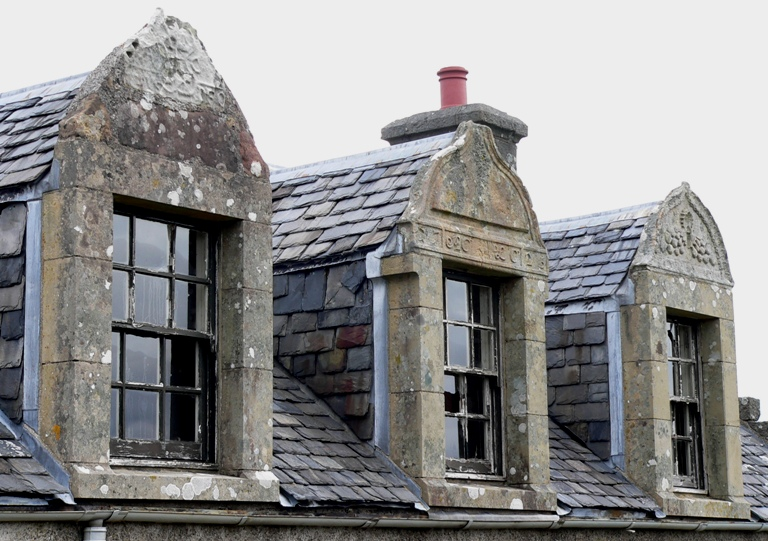
Ramen van het vroeg-achttiende-eeuwse new house, tijdens de restauratie in 1903 verplaatst naar het poortgebouw.

### Campbell
Colin Campbell verkreeg Dunstaffnage Castle in 1470 en moest hiervoor jaarlijks op 24 juni, de dag van Johannes de Doper, een sjaal, een rode roos, een paar handschoenen en twee zilveren penny's betalen. Colin Campbell woonde nooit op het kasteel. In 1502 stelde Archibald Campbell, tweede graaf van Argyll zijn neef Alexander Campbell aan als kapitein van het kasteel op voorwaarde dat hij het kasteel onderhield en in vredestijd zorgde voor een minimale bezetting van zes bewapende mannen, een uitkijk en een portier.
Dunstaffnage Castle werd gebruikt door de Campbells en soms door een Schotse koning als uitvalsbasis voor aanvallen op rebellerende eilanders, zoals expedities in 1493, 1540, 1554 en 1625 gericht tegen de MacDonalds, de Lord of the Isles.
In 1585 werd John Cameron of Lochiel op orders van de zevende graaf van Argyll onthoofd op Dunstaffnage Castle.
De Campbells waren protestant en tegen de katholieke Karel I. Tijdens de burgeroorlog werd het kasteel in 1644 zonder succes belegerd door de koningsgezinde troepen van de hertog van Montrose. Drie jaar later wist het garnizoen van het kasteel Sir Alander MacDonald, de tweede man van Montrose, gevangen te nemen; hij werd opgehangen en begraven buiten Dunstaffnage Chapel.
In 1685 nam Archibald Campbell, negende graaf van Argyll deel aan de opstand tegen de katholieke Jacobus VII. De opstand faalde, de graaf werd geëxecuteerd en Dunstaffnage Castle werd in brand gestoken door de koningsgezinde troepen. In 1689 vluchtte Jacobus VII in ballingschap en kregen de Campbells Dunstaffnage Castle terug.
Tijdens de Jacobitische opstanden in de eerste helft van de achttiende eeuw speelde Dunstaffnage Castle een kleine rol; in 1746 werd Flora MacDonald er een paar dagen gevangen gehouden, waarna zij werd overgebracht naar de Tower of London. Flora hielp Bonnie Prince Charlie ontsnappen, nadat zijn troepen in de Slag bij Culloden waren verslagen.

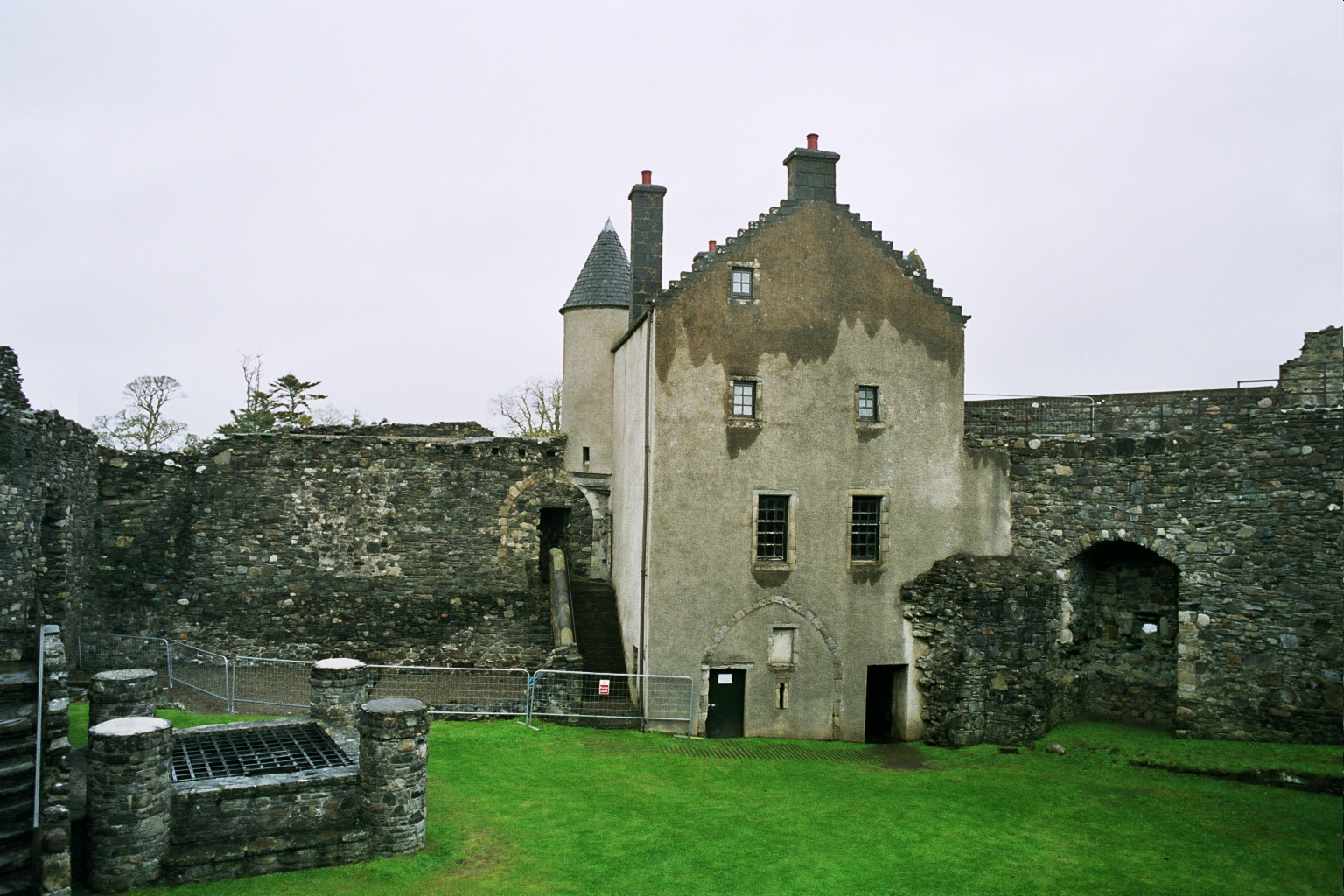
Het vijftiende-eeuwse poortgebouw vanaf de binnenplaats.

In de achttiende eeuw waren enkel het vijftiende-eeuwse poortgebouw, de old tower (oude toren), en het new house (nieuwe huis), een huis van twee verdiepingen dat in 1725 was gebouwd op de plaats van de keuken, in gebruik voor bewoning. In 1810 woedde er een brand in het kasteel, waarna enkel het new house bewoond bleef door een huurder. In 1888 werd het new house verbouwd tot een theehuis. In 1903 liet de hertog van Argyll het poortgebouw restaureren. Tijdens de Eerste Wereldoorlog stortte het dak van het new house in; na de Eerste Wereldoorlog werd dit hersteld. In 1958 werd het kasteel in staatsbeheer gegeven.

## Bouw

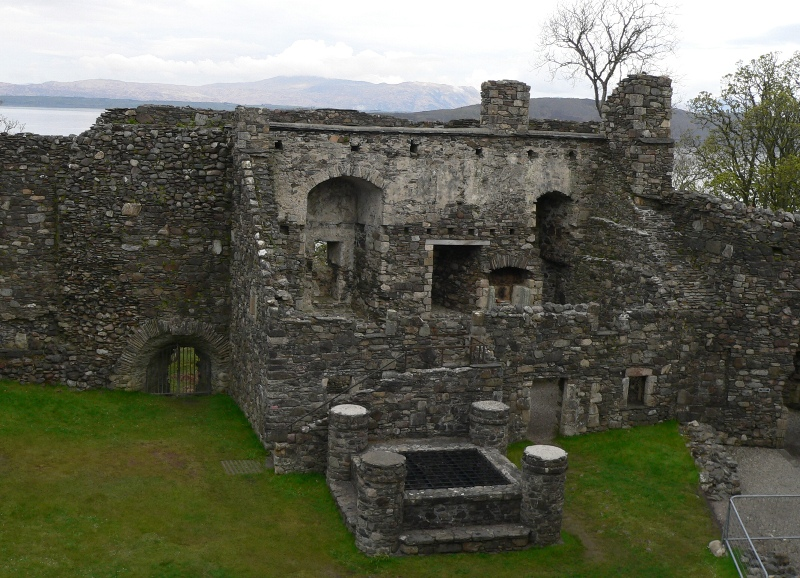
Het vroeg-achttiende-eeuwse new house met ervoor een waterput.

Dunstaffnage Castle werd gebouwd op een grote rots van conglomeraat, gelegen op een schiereiland aan de zuidzijde van Loch Etive vlak bij de Firth of Lorn. Het kasteel beheerst de route vanaf zee naar het loch, dat toegang geeft tot de Pass of Brander. De vorm van de negen meter hoge rots bepaalt de vorm van het kasteel. De plattegrond van Dunstaffnage Castle heeft vier onregelmatige hoeken. De woontoren is de meest noordelijke toren en ligt aan de oostzijde van het kasteel. Het drie verdiepingen tellende poortgebouw, de zuidelijke en ook oostelijke hoektoren, ligt min of meer op dezelfde noord-zuidas. De meest zuidelijke hoek, ten zuidwesten van het poortgebouw, heeft geen toren. De westelijke hoektoren van drie verdiepingen ligt zuidelijker dan de woontoren en noordelijker dan het poortgebouw. De westelijke toren heeft op het laagste niveau een pit-prison, de gevangenis.
De minimaal zes meter hoge en 3,5 meter dikke muren hebben aan de landzijde geen openingen, behalve smalle, verticale gaten waardoor pijlen afgeschoten konden worden. Rond 1600 zijn een aantal van deze openingen veranderd in ietwat grotere ronde openingen: schietgaten voor musketten.
De great hall bevond zich in de oostelijke vleugel, tussen de woontoren en het poortgebouw. Enige dubbele spitsboogvensters zijn nog te zien, al zijn sommige tot schietgaten vermaakt.
Het poortgebouw werd in eind vijftiende eeuw door de Campbells verbouwd en zo ontstond de ingang die er in de 21e eeuw nog is. In de achttiende eeuw werd een stenen trap naar deze ingang gebouwd.
Tijdens de zestiende eeuw werd het woongedeelte in de noordwestelijke vleugel verbouwd. In 1725 werd de laat-zestiende-eeuwse keuken verbouwd tot een huis van twee verdiepingen, dat bekend werd onder de naam new house. Dit huis sluit aan op de woontoren. In de achttiende of negentiende eeuw werd er een waterput geplaatst voor het new house. De originele bron was al in gebruik in de vroege twaalfde eeuw.
Tijdens de restauraties in 1903 werden enige ramen van het new house verplaatst naar het poortgebouw. Op een kozijn van de ramen staan inscripties, waaruit is af te leiden dat het new house in 1725 werd gebouwd voor Aeneas Campbell, de elfde kapitein, en zijn vrouw Lillias Campbell.

## Beheer
Dunstaffnage Castle wordt sinds 1958 beheerd door Historic Environment Scotland, net als het nabijgelegen Dunstaffnage Chapel. Het poortgebouw wordt beheerd door de kapitein van Dunstaffnage Castle; enkel het exterieur van het poortgebouw kan bekeken worden.